# Arauco (Cile)
Arauco è un comune del Cile della provincia di Arauco nella Regione del Bío Bío. Al censimento del 2002 possedeva una popolazione di 34 873 abitanti.

## Società

### Evoluzione demografica
| Censimento del 1992 | Censimento del 2002 |
| 29657 ab.           | 34873 ab.           |